# Frajer
Frajer (ang. Loser) – amerykański film komediowy z 2000 roku.

## Treść
Paul Tannek rozpoczyna studia. Ponieważ jest z natury dobroduszny, już pierwszego dnia w akademiku uznany zostaje za frajera. Wkrótce staje się pośmiewiskiem wszystkich wokół. Jego sytuacja komplikuje się, kiedy poznaje piękną Dorę i zakochuje się w niej.

## Obsada
- Jason Biggs – Paul Tannek
- Mena Suvari – Dora Diamond
- Zak Orth – Adam
- Thomas Sadoski – Chris
- Jimmi Simpson – Noah
- Greg Kinnear – Edward Alcott
- Dan Aykroyd – Pan Tanneck
- Twink Caplan – Gena
- Robert Miano – Victor
- Mollie Israel – Annie
- David Spade – Sprzedawca wideo
- Bobby Slayton – Sal